# Street luge

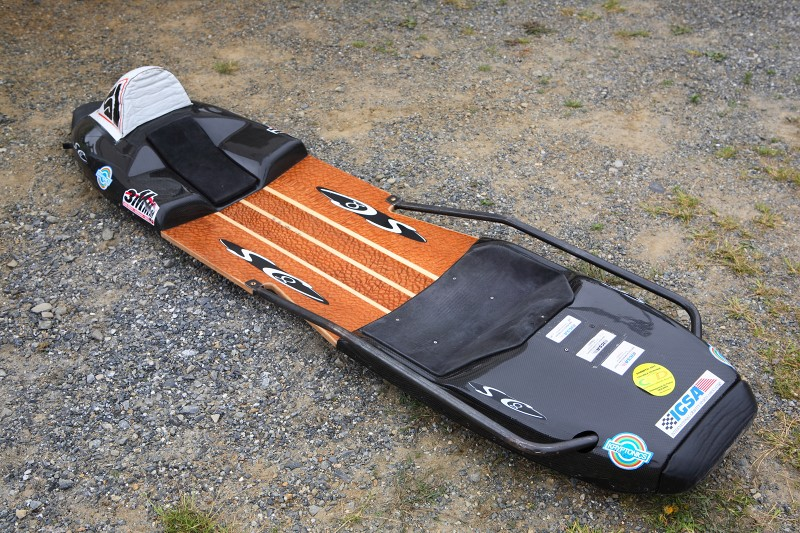
Street luge.

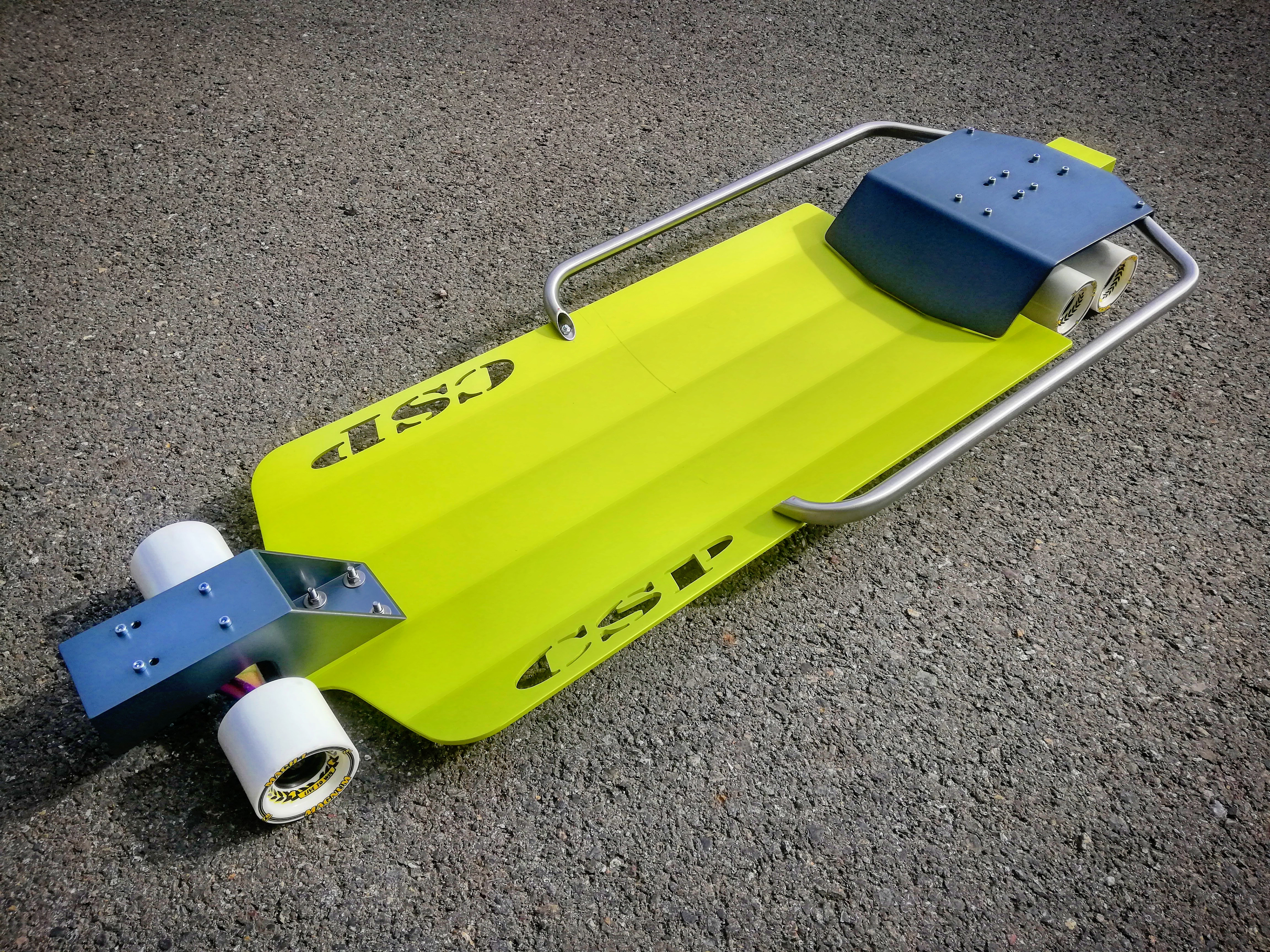
Ejemplo de Street luge de última generación

El trineo de asfalto o street luge  es un tipo de deporte extremo, consistente es un monopatín de velocidad fabricado en aluminio que se conduce acostado. 
Surgió como una evolución del monopatín de descenso cuando los pilotos descubrieron que alcanzaban mayores velocidades conduciendo tumbados, lo cual llevó a incrementar la longitud y la anchura de la tabla, y a darle una forma convexa que sujeta el cuerpo como una cuna.
Muy conocidos por el gran público por sus apariciones en TV y sus espectaculares saltos, alcanzan velocidades superiores a los 100 km/h gracias a su baja resistencia aerodinámica.